# Edwin Zbonek
Edwin Zbonek (* 28. März 1928 in Linz; † 29. Mai 2006 in St. Pölten) war ein österreichischer Hörspiel,Theaterr- und Filmregisseur.

## Leben
Zbonek studierte Regie am Max-Reinhardt-Seminar in Wien. Er begann beim Hörfunk mit Hörspielinszenierungen und schrieb einige Hörspiele auch selbst. Anschließend war er an Regiearbeiten für das Theater beteiligt. Ab 1960 war er am Theater in der Josefstadt tätig, wo er in den folgenden 16 Jahren unter anderem Eugène Ionesco, Samuel Beckett, Franz Xaver Kroetz, Johann Nestroy und Ödön von Horváth inszenierte. Er arbeitete auch am Burgtheater und am Wiener Volkstheater. An der Volksoper Wien inszenierte er unter anderem Die Csárdásfürstin 1966, Der Evangelimann 1967, Adriana Lecouvreur 1969, Die Bajadere und Hänsel und Gretel 1972. Zbonek war ab 1971 Leiter des Viennale-Festival und von 1974 bis 1988 künstlerischer Leiter des Theaters der Jugend.
Daneben beschäftigte er sich intensiv mit dem Film und wurde unter anderem durch den Rundfunk und die Tageszeitung Neues Österreich in den 1950er Jahren zu einem einflussreichen Filmkritiker. 1960 debütierte er mit Am Galgen hängt die Liebe als Spielfilmregisseur. Als sein ambitionierter Antikriegsfilm Mensch und Bestie durch Kürzungsauflagen entstellt wurde, sah Zbonek keine Möglichkeit mehr, weitere persönliche Kinofilmprojekte zu verwirklichen und arbeitete vorwiegend für das Fernsehen und das Theater. 1982 erschien sein persönlichster Kinospielfilm Gehversuche, ein ironisch-elegischer Blick auf provinzielle Kleinbürgerleben.
Edwin Zbonek starb an den Folgen einer Lungenentzündung. Er war der Vater des Werbetexters, Schauspielers und Musikers Marcus Zbonek alias Emil Tischbein bzw. Herr Tischbein

## Filmografie (Auswahl)

### Film
- 1960: Am Galgen hängt die Liebe
- 1961: Deutschland – deine Sternchen
- 1963: Mensch und Bestie
- 1963: Der Henker von London
- 1964: Das Ungeheuer von London-City
- 1965: 3. November 1918 (nach Franz Theodor Csokor)
- 1965: Lumpazivagabundus
- 1982: Gehversuche

### Fernsehen
- 1967: Der Befehl (ORF-Fernsehfilm mit Emil Stöhr, Oskar Sima und Walter Rilla)
- 1967: Nach der Entlassung (ORF-Fernsehfilm mit Johanna von Koczian, Karl Heinz Martell, Emil Stöhr)
- 1968–69: Der alte Richter (Serie, von Autor Fritz Eckhardt)

## Hörspiele (Auswahl)
- 1950: Martha Sills-Fuchs: Die Glücklichen (Regie) (ORF-W)
- 1950: Kurt Jagersberger: Es schlägt eine Uhr... (Bearbeitung und Regie) (Hörspielbearbeitung – ORF-W)
- 1951: Tyron Guthrie: Du darfst nicht - ! (Regie) (ORF-W)
- 1951: Romain Rolland: Peter und Lutz  (Regie) (Hörspielbearbeitung – ORF-W)
- 1951: Erich Kästner: Der kleine Grenzverkehr (Regie) (Hörspielbearbeitung – ORF-W)
- 1951: Walter Urban: Der Stehplatz (Regie) (ORF-W)
- 1951: Aristophanes: Die Frauenversammlung (Regie) (Hörspielbearbeitung – ORF-W)
- 1951: Lope de Vega: Die Witwe von Valencia (Bearbeitung und Regie) (Hörspielbearbeitung – ORF-W)
- 1951: Edwin Zbonek: Traumakkord (Regie) (Original-Hörspiel – ORF-W)
- 1952: Jura Soyfer: Astoria (Regie) (Hörspielbearbeitung – ORF-W)
- 1952: Johann Nestroy: Der Unbedeutende (Regie) (Hörspielbearbeitung – ORF-W)
- 1952: Rabindranath Tagore: Das Opfer (Regie) (Hörspielbearbeitung – ORF-W)
- 1952: Edwin Zbonek: Ein Mensch kam ins Studio – Regie: N. N. (Originalhörspiel – ORF-W)
- 1953: Franz Theodor Csokor: Kopernikus und die Folgen (Regie) (ORF-W)
- 1953: Robert Louis Stevenson: Der Strand von Falesa (Bearbeitung und Regie) (Hörspielbearbeitung – ORF-W)
- 1953: Edwin Zbonek: Rivalinnen, nach einer Idee von Stendhal (Regie) (Kriminalhörspiel – ORF-W)
- 1954: Lorenz Widhalm, Edwin Zbonek: Im Nebel der Angst (2 Teile) (Regie) (ORF-W)
- 1954: Edwin Zbonek, Kurt Jaggberg: Null acht Salomon: Helens Entführung  – Regie: N. N. (Originalhörspiel – ORF-W)
- 1955: William Inge: Komm wieder, kleine Sheba (Regie) (Hörspielbearbeitung – ORF-W)
- 1955: Edwin Zbonek: Criminal Story – Regie: Otto Ambros (Originalhörspiel – ORF-W)
- 1955: John B. Priestley: Die Conways und die Zeit (Bearbeitung und Regie) (Hörspielbearbeitung – ORF-W)
- 1956: Thornton Wilder: Unsere kleine Stadt (Bearbeitung und Regie) (Hörspielbearbeitung – ORF-W)
- 1957: Friedrich Forster: Robinson soll nicht sterben (Bearbeitung und Regie) (Hörspielbearbeitung – ORF-W)
- 1957: Nigel Belchius: Pamela (Regie) (Hörspielbearbeitung – ORF-W)
- 1958: Otto F. Beer: Das Mädchen von anno dazumal (Regie) (ORF-W)
- 1958: Georg Büchner: Dantons Tod (Regie) (Hörspielbearbeitung – ORF-W)
- 1958: Jean Sarment: Wir waren drei (Bearbeitung und Regie – ORF-W)
- 1958: Selma Lagerlöf, Paol Knudsen: Der Kaiser von Portugallien (Bearbeitung und Regie) (Hörspielbearbeitung – ORF-W)
- 1959: Benjamino Joppolo: Die Karabinieri (Regie) (ORF-W)
- 1960: Ödön von Horváth: Figaro läßt sich scheiden (Regie) (Hörspielbearbeitung – ORF-W)
- 1960: Otto F. Beer: Die Stadt ohne Angst (Bearbeitung und Regie) (ORF-W)
- 1961: John Mortimer: Sie können‘s mir glauben (Regie) (ORF-W)
- 1962: Siegfried Lenz: Zeit der Schuldlosen – Zeit der Schuldigen (Regie) (ORF-W)
- 1974: Sophokles: Antigone (Regie) (Hörspielbearbeitung – ORF-W)

Quelle: OE1-Hörspieldatenbank